# Abraxas aequimargo
Abraxas aequimargo là một loài bướm đêm trong họ Geometridae.